# 托吉尼奥
托吉尼奥是葡萄牙波尔图区的一个堂区。总面积4.76平方公里，总人口1458人，人口密度306.3人/平方公里。